# Luc Van Gastel
Luc Jan Frans Van Gastel (Antwerpen, 20 maart 1926 – Malle, 10 november 2023) was een Belgisch journalist en redacteur.

## Levensloop
Van Gastel studeerde aan de Journalistenschool. Hij begon in 1949 als redacteur bij het Het Handelsblad. Hij stapte over naar De Standaard, waar hij diverse functies uitoefende. Op 20 maart 1975 werd hij aangesteld als journalistiek hoofdredacteur, hij was de vervanger van Manu Ruys, die politiek hoofdredacteur werd. Na het faillissement van De Standaard NV in 1976 werd hij in deze functie opgevolgd door Lode Bostoen.
Ook was hij actief als editorialist bij 't Pallieterke.
Hij overleed in 2023 op 97-jarige leeftijd.